# Moussem d’Asilah
Le Moussem d'Asilah (ou Assilah) est un festival international culturel annuel, qui se déroule depuis 1978 au mois de juillet à Assilah, près de Tanger, au Maroc.
Ce festival, considéré comme l'un des plus importants en Afrique du Nord, transforme les murs des rues de la ville en œuvres d'art et a amené la ville d'Asilah à l'avant-garde de la scène culturelle marocaine. La plupart des évènements y sont gratuits.
Le festival est placé sous le haut patronage de S.M. le Roi Mohammed VI.

## Historique
En 1978, l'artiste Mohammed Melehi et le journaliste Mohamed Benaïssa décident d'inviter des artistes à peindre les murs du village d'Asilah.  Cette année-là, Mohammed VI, alors âgé de 15 ans, assiste à la première édition du moussem.
À l’origine, Mohamed Benaïssa, veut construire une bibliothèque dans sa ville natale. Son ami Mohamed Melehi, enseignant à Casablanca, "rêve de voir fleurir des ateliers de peinture à l’intérieur de la médina bleue et blanche". Ils décident de créer la Fondation du forum d’Asilah, d’où naîtront plusieurs projets, dont celui du moussem, qui deviendra un rendez-vous majeur du Maroc. « C’est une construction qui s’est réalisée progressivement. À la base, on voulait surtout que cette petite ville rayonne », rappelle Mohamed Benaïssa qui ajoute « l’objectif principal du lancement de cet événement il y a 44 ans était d’utiliser les arts pour sensibiliser la population locale à l’importance de la préservation de leur ville »..
Désormais, la fondation bénéficie du soutien du ministère de la Culture, de la Jeunesse et de la Communication et de la commune d’Assilah.

## Description
Considérant que l’art ne doit pas rester confiné dans les galeries, le festival a envahi la ville. Les murs de ce petit port de pêche sont devenus le support de gigantesques fresques. Des artistes célèbres du monde entier affluent dans les ruelles sinueuses pour y re-peindre les murs des maisons blanchies de la médina.
Des milliers de spectateurs viennent voir des artistes internationaux qui utilisent les murs comme toile laissant libre cours à leur imagination. 
« Asilah est une ville qui à l’intérieur de ses murs se transforme en musée, qui se développe à travers l’expression artistique tout en récupérant le patrimoine et en repensant l’espace public. ».
Outre les peintures sur les murs, la fondation organise de nombreuses expositions, concerts et spectacles où sont présents écrivains, peintres, musiciens et danseurs qui participent à de nombreux ateliers, démonstrations publiques d'art dans toute la ville et plus particulièrement dans le Centre Hassan II et dans le Palais de la culture, communément appelé Ksar Raïssouni.
Une douzaine d'artistes de gravure de renommée internationale partagent chaque année leur expérience et leurs compétences sur deux cadres d'impression accordés par l'Association culturelle Asilah. Chaque artiste transmet une partie de son travail à l'Association, qui a rassemblé une large collection.
Au-delà de l'attrait touristique représenté par le festival, la Fondation a donné une orientation particulière à destination des habitants de la ville, et notamment des plus jeunes ; l'atelier de peinture murale pour les enfants d'Asilah, l'atelier de peinture Les enfants du Moussem, l’atelier d'écriture pour enfants Créativité littéraire, destiné aux élèves des collèges et lycées d’Asilah, et une exposition des œuvres des enfants d'Asilah Les talents du Moussem.
Depuis les années 2020, une seconde session du festival se déroule en automne, avec des rencontres entre chercheurs, penseurs, décideurs, poètes et professionnels des médias,.